# Schanfiggerstrasse

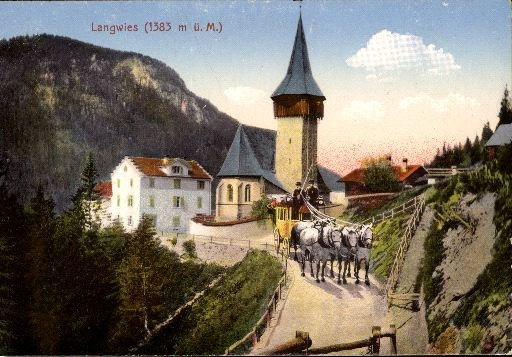
Postkutsche 1929 bei der Abfahrt in Langwies Richtung Arosa

Die Schanfiggerstrasse (im amtlichen Adressregister Arosastrasse genannt) ist eine Kantonsstrasse in Graubünden, die auf einer Länge von 30,63 km den Kantonshauptort Chur mit dem Kurort Arosa verbindet. Im Schanfigg besteht mit der Tschiertscherstrasse auf der linken Talseite noch eine zweite Kantonsstrasse.

## Strecke und Charakteristik

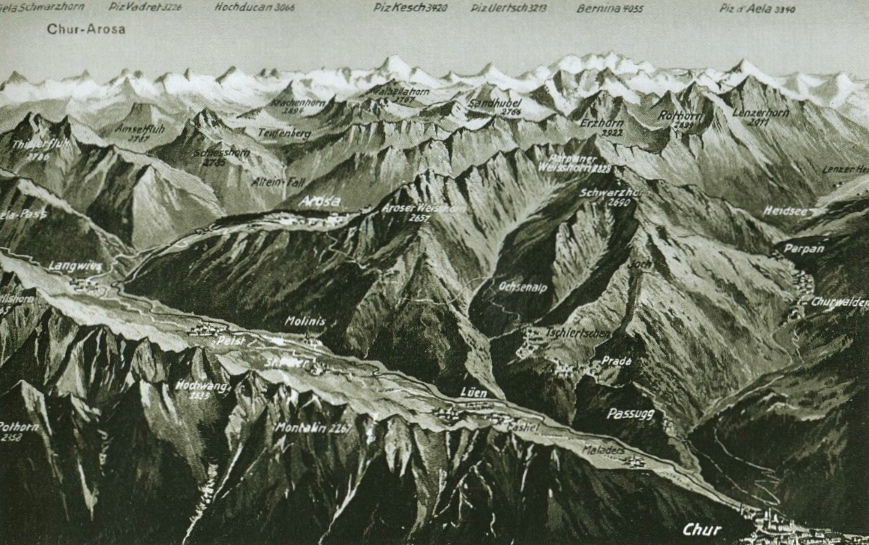
Schanfiggerstrasse (weiss) und Arosabahn (schwarz) um 1918

Die offiziell vom Kanton kantonale Verbindungsstrasse 740.00 und vom Bund Hauptstrasse 566 betitelte Schanfiggerstrasse beginnt beim Churer Obertor an der Plessur und führt via Plessurquai am Bischöflichen Hof und der Bündner Kantonsschule vorbei durch das Schanfigg bis zur Egga in Innerarosa, wo sich das Schanfigger Heimatmuseum befindet. Dabei führt die Strasse unterhalb des Dorfes an Maladers vorbei und durchquert Castiel, St. Peter, Peist, Langwies sowie die Sunnen- und die Litzirüti. Sie überwindet ohne Berücksichtigung der Gegengefälle rund 1280 Höhenmeter.
Die sehr kurvenreiche Strasse verläuft in geologisch schwierigem Gebiet fast gesamthaft oberhalb der Arosabahn und bis kurz vor Litzirüti durchwegs auf der rechten Talseite; dort quert sie die Plessur, um bis zum Endpunkt auf der linken Seite zu verbleiben. Die Schanfiggerstrasse verfügt aus topografischen Gründen über kein gleichmässig verlaufendes Gefälle. Auf den ersten 8,5 km zwischen Chur und Castiel steigt sie durchwegs stark an und überwindet 580 Höhenmeter. Auf den folgenden 15,5 km bis zur Plessurbrücke bei Litzirüti sind es dann netto vergleichsweise geringe 225 Höhenmeter, bevor auf den letzten 6,63 km Strecke nochmals deren 480 anstehen.

## Geschichte

### Der Alte Churerweg (Alte Schanfiggerstrasse)

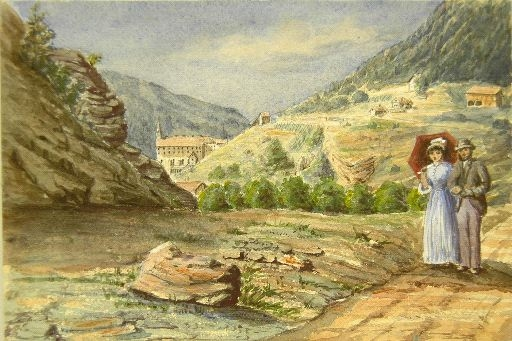
Alte Schanfiggerstrasse nahe bei Chur, 1888

Im Mittelalter und in der Frühen Neuzeit war das Schanfigg nur durch Saumpfade erschlossen, die teilweise weiter über den Strelapass nach Davos führten und Chur als Teil einer Eilhandelsverbindung via Scalettapass–Livigno mit dem Veltlin verbanden. Einige Überreste hiervon sind noch vorhanden, beispielsweise der heute Alte Schanfiggerstrasse genannte Abschnitt des Alten Churerwegs auf dem Stadtgebiet von Chur. Dieser nahm beim Martinsplatz seinen Anfang und führte am Marsöl vorbei zum Schanfiggertörli, wo er unterhalb der Hofstrasse die damalige Stadtmauer in Richtung St. Luzikirche verliess. Von dort aus ging es auf dem heutigen Schanfigger Höhenweg am Friedhof Hof vorbei durch den bischöflichen Rebberg zum Konvikt der Bündner Kantonsschule und in südöstlicher Richtung weiter zum Brandacker, wo der alte Weg die Kantonsstrasse querte und direkt zum Maladerser Oberdorf führte. Auch oberhalb von Maladers nahm der Weg einen anderen Verlauf als die heutige Schanfiggerstrasse. Er führte durch sämtliche Tobel und praktisch alle Dörfer auf der rechten Talseite. Für die Strecke von Chur nach Langwies wurden ungefähr 5½ Stunden Marschzeit veranschlagt. Noch Anfang des 19. Jahrhunderts war der Alte Churerweg von Langwies nach Chur die wichtigste ganzjährige Verbindung im Schanfigg, wenngleich die Aroser im Sommer vor allem die für sie schnellste Route über die Carmenna sowie die Verbindung Scheidegg–Ochsenalp nach Chur benutzten. 1848 wurde im Schanfigg eine dauernde Postbotenverbindung eingerichtet, wobei der Langwieser Pfarrer jeweils sonntags die Zustellung der Post zwischen Arosa und Langwies übernahm.

### Projekte für eine Talstrasse im Schanfigg

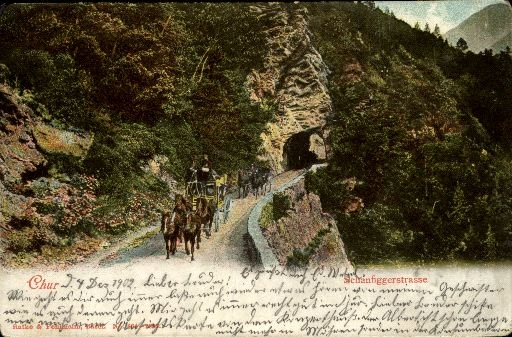
Schanfiggerstrasse mit St. Luzi-Tunnel, 1902

Im Jahr 1844 diskutierten die Schanfigger Talgemeinden (ohne Arosa) erstmals gemeinsam über die Errichtung einer vollwertigen Strasse. Die inneren Gemeinden (Langwies, Peist und Molinis) favorisierten dabei eine Linie im Talboden der Plessur entlang nach Chur, während die äusseren (St. Peter, Pagig, Castiel, Lüen, Calfreisen und Maladers) die Verbesserung des alten Wegs längs den Dörfern forderten. Das Resultat dieser Verhandlungen, denen auch Vertreter der Gemeinden Tschiertschen und Praden beiwohnten, war der Beschluss, ein Ausschreiben an die beteiligten Gemeinden zu erlassen. Dabei ging man davon aus, dass die Stadt Chur eine Streckenführung entlang der Plessur unterstützen würde, sofern sie sich überhaupt beteiligen wollte. Das Vorhaben verlief jedoch zunächst im Sande. Erst nach der Eröffnung der Eisenbahnlinie durch das Rheintal nach Chur im Jahre 1858 wurde die Angelegenheit wieder aktuell, nun als kürzeste Verbindung von der Kantonshauptstadt zum aufstrebenden Kurort Davos. Die Bündner Regierung entschied schliesslich, zwischen Chur und Langwies eine Verbindungsstrasse erstellen zu lassen. Eine solche liess sich allenfalls über den Strelapass nach Davos fortsetzen. Wie später auch beim Bau der Arosabahn wurden nochmals drei verschiedene Linienführungen studiert, wobei man sich schliesslich für die heute existierende Variante entschied.

### Bau der Kantonsstrasse 1873–1875 und 1888–1890

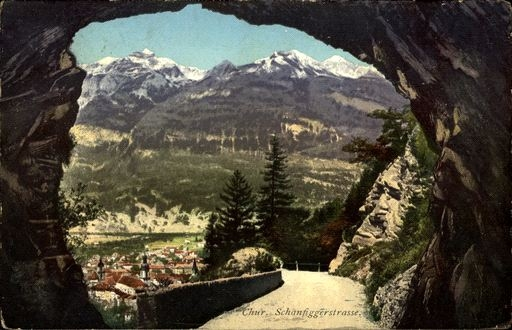
Schanfiggerstrasse mit Blick auf Chur, 1911

Zwischen 1873 und 1875 wurde die neue kantonale Verbindungsstrasse nach den Plänen von Oberingenieur Fritz von Salis erstellt. Sie hatte eine durchgehende Breite von 3,6 Metern und führte zunächst nur bis Langwies. Die Kosten für diese 21,8 km messende Strecke betrugen CHF 481'000. Die am 15. September 1875 eröffnete Strasse blieb 12 Personen fassenden Postkutschen vorbehalten. Als um 1877 in Arosa die ersten Pensionen und Hotels entstanden, stellte noch ein Saumpferd die Transportverbindung via Untersee–Bruchhalde–Litzirüti nach Langwies her. Gleichzeitig wurde der Ruf nach einer Fortsetzung der Kantonsstrasse nach Arosa unüberhörbar. Schon im April 1881 hiess der Aroser Souverän einen entsprechenden Kostenbeitrag in der Höhe von CHF 18'000 gut. Diskussionen über Kosten und Streckenführung verzögerten allerdings die Realisierung; und so konnten sich die interessierten Parteien Kanton Graubünden, Arosa, Langwies, Chur und Maienfeld erst 1885 auf das definitive Projekt einigen, dass die Strasse statt via Untersee neu an Schwarz- und Obersee vorbei zur Egga führte. Der Bau der nur 3,2 m breiten und 10,1 km langen Strasse erfolgte schliesslich 1888–1890 und kostete CHF 125'174. Die Eröffnung erfolgte Anfang Juli 1890, was gleichbedeutend mit der Einrichtung einer neuen Postkutschenverbindung zwischen Chur und Arosa war. Zuerst verkehrten auf dieser Strecke täglich zwei, später drei Kurse. Im ersten Jahr fuhren so insgesamt 490 Personen von und nach Arosa. 1910 waren es bereits 6880. Die Endstation der Pferdepost befand sich zunächst bei der Pension Leinegga in Innerarosa, später bei der Alten Post am heutigen Aroser Dorfplatz. Die Fahrtzeit belief sich im Sommer auf sechs Stunden bergwärts und auf drei Stunden talabwärts. Die Ära der Pferdepost endete zwischen Chur und Arosa mit einer letzten Fahrt am 11. Dezember 1914. Danach erfolgte der gesamte öffentliche Verkehr über die neugebaute Arosabahn.

### Ausbau der Schanfiggerstrasse

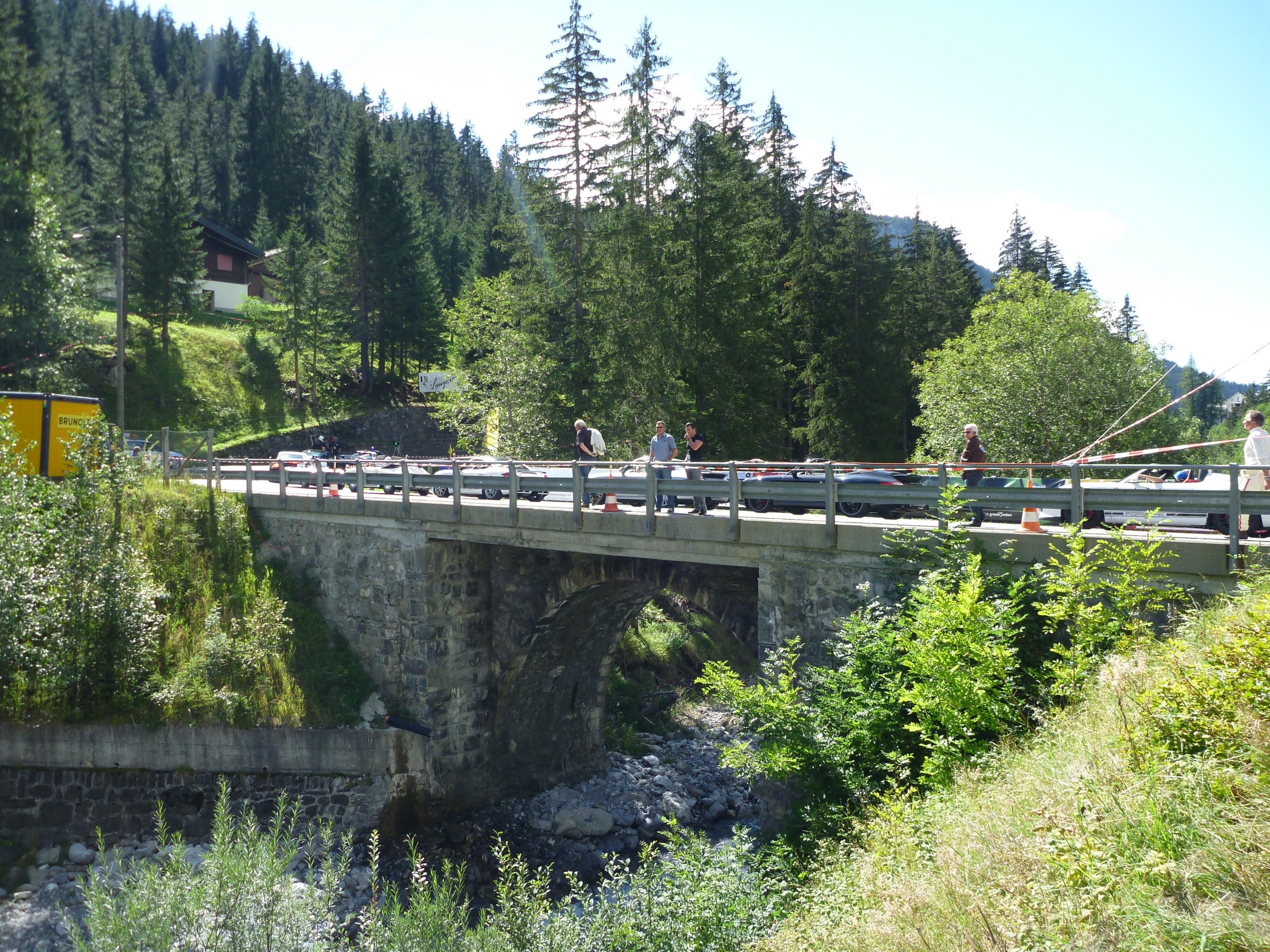
Strassenverbreiterung an der Brücke über den Sapüner-/Fondeierbach

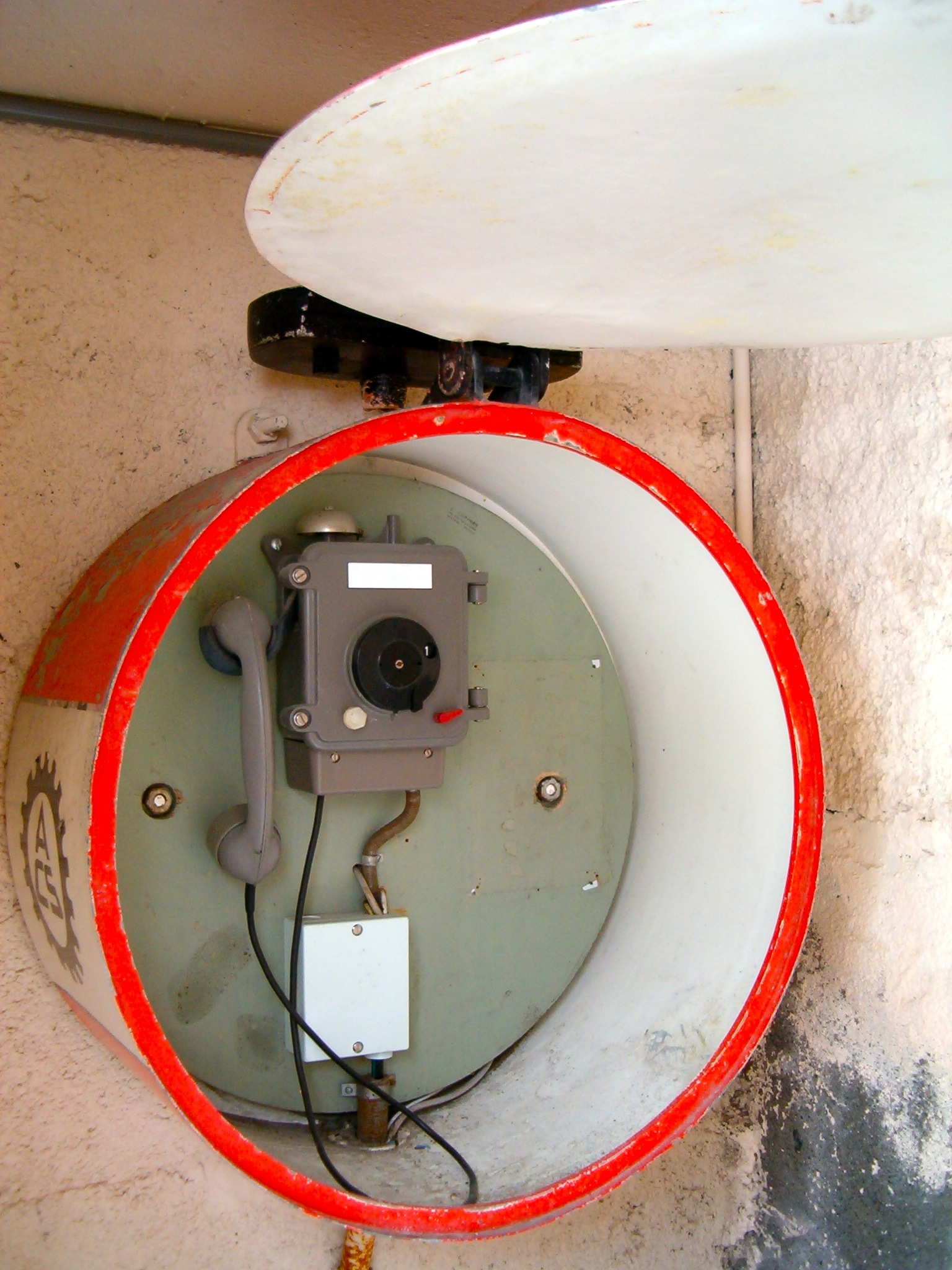
Ein ACS-Notruftelefon mit typischer Minimal-Wählscheibe; es konnte nur die Nummer 111 angerufen werden

Die Zunahme des Verkehrs zum schnell expandierenden Kurort Arosa liess die einspurige Strasse bald zu schmal werden. Schon 1897 wurde deshalb eine Petition an die Kantonsregierung gerichtet, die «Landstrasse» zu verbreitern. 1902 beschloss die Aroser Gemeindeversammlung, die Mehrkosten für eine Verbreiterung des Abschnitts Langwies-Arosa auf 4,5 m statt auf 4,2 m zu übernehmen. Die Umsetzung erfolgte 1904. Die so verbreiterte Strasse hatte bis 1914 den ganzen Verkehr nach Arosa zu bewältigen. Am 26. Juli 1915 wurde die Schanfiggerstrasse zum ersten Mal von Chur nach Arosa von einem Militärautomobil befahren, doch blieb sie für den allgemeinen Autoverkehr noch bis 1927 gesperrt.
Als sie in jenem Jahr durch die kantonalen Strassenverkehrsgesetze als Talstrasse definiert und für den Automobilverkehr geöffnet wurde, begann für die Schanfiggerstrasse, die seit 1914 verkehrsmässig fast verwaist war, wieder eine neue Zeit. Dies führte rasch zu weiteren Baumassnahmen, insbesondere zur Verbreiterung einzelner besonders enger Passagen und zur Entfernung von allzu störenden Felsnasen. Zudem wurde eine Strassenmarkierung eingerichtet. In den Jahren 1930 bis 1933 erfolgte ein wesentlicher Umbau der Strasse im Dorfgebiet von Arosa, mit Ausnahme des Abschnitts Kulm-Egga. Die Breite der Aroser «Poststrasse» betrug danach 5,5 m und der Gehsteig mass nun drei Meter. Zudem wurde ein Asphaltbelag beziehungsweise eine Pflästerung aufgetragen. An steilen Hanglagen musste das Trottoir auf grossen Strecken auskragend gebaut werden. Die Umbaukosten wurden zum grössten Teil von der Gemeinde Arosa übernommen.
1934 erfolgten weitere Ausbauarbeiten auf der gesamten Schanfiggerstrasse, wobei der Kurverein und die Gemeinde Arosa dem Kanton entsprechende Kredite gewährten. 1937 bewilligte dieser schliesslich CHF 300'000 zur Verbreiterung von Brücken, unübersichtlichen Stellen und schmalen Abschnitten. 1947 wurde die Strasse für Lastwagen und Busse bis zu acht Tonnen Gewicht freigegeben. 1954 rüstete der Automobil Club der Schweiz die Schanfiggerstrasse mit einem SOS-Telefonnetz mit insgesamt 16 Telefonstellen aus. Die zuletzt noch sechs Apparate standen bis vor einigen Jahren beim Gross-Rangg unterhalb Arosa (SOS-Rangg), bei der Plessurbrücke Litzirüti, beim Frauentobel/Peist, im Clasaurerwald, beim Calfreisen-Tunnel (West) sowie oberhalb des Brandackers/Maladers. Zwischen 1955 und 1960 streckte Arosa dem Kanton Graubünden erneut zinslos erhebliche Geldsummen vor, um einen weiteren beschleunigten Ausbau der Schanfiggerstrasse zu ermöglichen. So konnte zwischen Maladers und Arosa eine Asphaltierung und in den drei grossen Tobeln ein provisorischer Belag realisiert werden.
In den Jahren 1970, 1982 und 1988 wurden die problematischen beziehungsweise geologisch unruhigen Passagen im Frauen-/Gründjitobel, im Calfreisertobel und im Clasaurertobel mittels Tunnel von 300 m, 425 m beziehungsweise 370 m Länge umfahren. Wenig später wurde der schmale St. Luzi-Tunnel oberhalb Chur auf knapp die doppelte Breite ausgebaut. Der aufwändigste Bau der Strecke ist jedoch die 2004 eröffnete Castielertobel-Brücke bei Castiel, die die letzte schwierige Strecke der Schanfiggerstrasse entschärft.

## Moderne Strasse und weitere Projekte

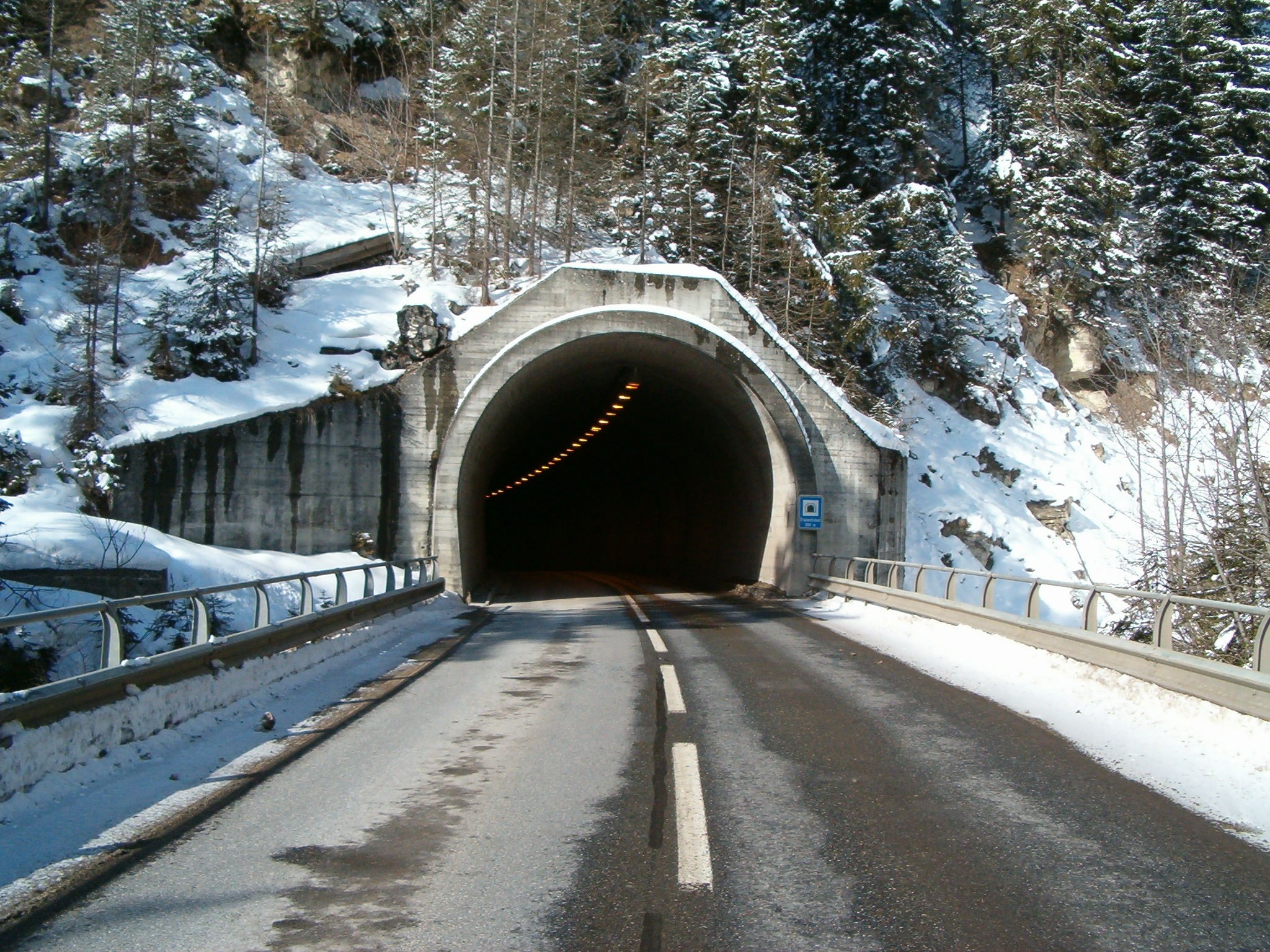
Frauentobel-Tunnel von 1970 mit Gründjitobel-Brücke

Die heutige Schanfiggerstrasse beinhaltet nach weiteren Korrekturen, Begradigungen, Kunstbauten und Verbreiterungen gemäss Information am Starthüsli Arosa noch immer 360 Kurven. Die tatsächliche Anzahl dürfte allerdings tiefer liegen, wie ein Automobilist offenbar schon 1953 feststellte. Ungeachtet dessen wirbt Arosa Tourismus seit einiger Zeit mit einer speziellen Kampagne für den Erwerb einer virtuellen Patenschaft für die einzelnen Kurven. Der Erlös aus dieser Aktion fliesst in verschiedene gemeinnützige Projekte. Der letzte asphaltierte Abschnitt der Schanfiggerstrasse war die Poststrasse in Arosa zwischen Kulm und Egga Ende der 1970er-Jahre. Die aktuellen Baumassnahmen betreffen hauptsächlich die sukzessive Erneuerung des teilweise stark ramponierten Belages und Verbreiterungsmassnahmen in einzelnen Ortschaften, wie bis 2015 etwa in St. Peter.
Die Strasse ist zwischen dem Stadtgebiet von Chur und dem Dorfeingang von Arosa vortrittsberechtigt. Die zulässige Höchstgeschwindigkeit beträgt ausserorts 80 km/h und innerorts 50 km/h. Zwischen dem Schwimmbad Sand und dem Abzweiger Alte Schanfiggerstrasse in Chur ist das Limit bei 40 km/h und in Maladers bei 60 km/h. Auf der Poststrasse Arosa gilt Tempo 30 km/h freiwillig. Vom Bahnhof Chur nach Peist besteht seit dem 1. April 1981 eine Postautoverbindung, nachdem zuvor Maladers (ab 15. Mai 1935), Castiel (ab 15. Mai 1940) und St. Peter (ab 5. Mai 1957) die Endstationen der motorisierten Postverbindung gewesen waren.
In Planung ist derzeit (Stand: 2013) der Bau der von breiten Schanfigger und Churer Kreisen geforderten St. Luzibrücke, die die Schanfiggerstrasse unter Umgehung der Churer Altstadt direkt mit der Julierstrasse verbinden soll. Schon des Öfteren diskutiert wurde ausserdem die Möglichkeit einer Tunnelverbindung von Langwies oder Arosa aus nach Davos und die Zulassung von 2,5 m breiten Autobussen auf der Schanfiggerstrasse. Ersteres ist unlängst zugunsten eines (visionären) Bahnprojekts in den Hintergrund getreten, und Letzteres setzt einen erheblichen Ausbau der gesamten Strecke voraus. 

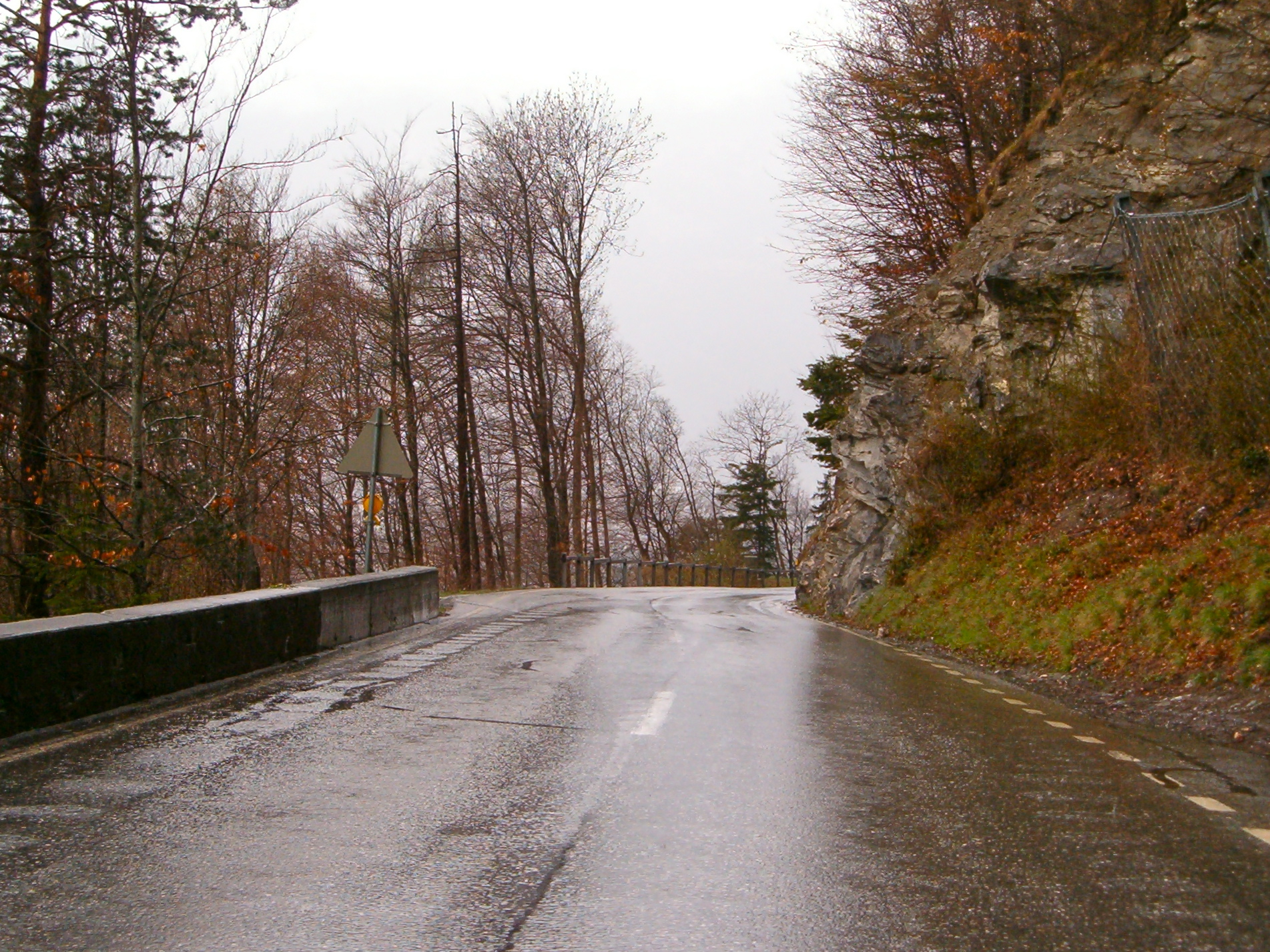
Die geplante Einmündung der projektierten St. Luzibrücke in die Schanfiggerstrasse oberhalb der Kanzel

Im Herbst 2013 wurden entlang der Schanfiggerstrasse, insbesondere bei Maladers, Peist und oberhalb Litzirüti, umfangreiche Rodungen vorgenommen. Während es im Gebiet Peist um eigentliche Sicherungsarbeiten ging, handelte es sich bei den anderen Standorten um Eingriffe im Auftrag des Tiefbauamts Graubünden. Die Veranlassung war der nach wie vor ungenügende Ausbau der Strasse für Schwertransporte. Mittel- bis langfristiges Ziel ist offenbar die Freigabe der Schanfiggerstrasse für Fahrzeuge mit einer Breite von 2,5 Metern und einem Gewicht von 32 Tonnen. Möglich werden soll dies mittels einer durchgehenden Strassenbreite von sechs Metern und einer lichten Höhe von 4,5 Metern. Diese Rodungsarbeiten, insbesondere beim Nasstobel unterhalb Maladers, dienen somit der Vorbereitung für grössere Strassenumbauten, die mit einem Kostenvolumen von 7,5 Millionen Franken bis 2016 umgesetzt werden sollen. Mit dieser Massahme ist auch die Planung hinsichtlich der St. Luzibrücke berücksichtigt, sollte diese in absehbarer Zukunft tatsächlich realisiert werden.
Im Hinblick auf die Schanfigger Gemeindefusion wäre aus Sicht der Gemeinde Tschiertschen-Praden ein wintersicherer Ausbau des Forststrässchens Tschiertschen–Molinis vonnöten gewesen. Mangels diesbezüglicher kantonaler Finanzbeiträge musste Tschiertschen-Praden das Beitrittsvorhaben aufgeben. Kein Thema mehr war seit den frühen 1970er-Jahren die Errichtung einer Passstrasse über den Strelapass.

## Nutzung der Schanfiggerstrasse zu Sport- und Freizeitzwecken

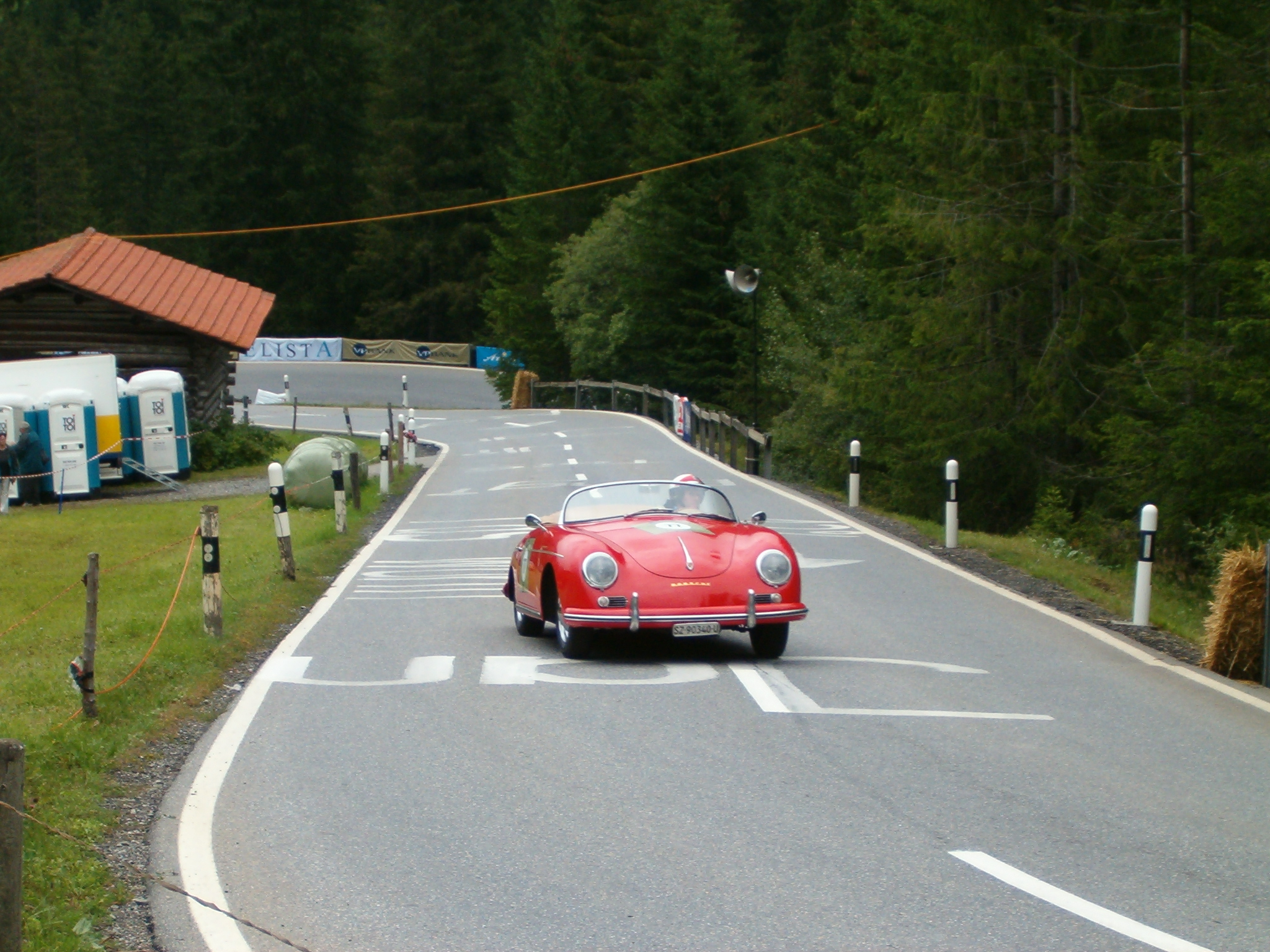
Bergrennen Arosa ClassicCar unterhalb der Litzirüti

Die Schanfiggerstrasse hat aufgrund ihrer besonderen Streckenanlage eine lange Tradition als Sport- und Freizeitstätte. Von 1897 bis in die Mitte der 1930er-Jahre wurde sie zwischen Arosa und Litzirüti als permanente Bob- und Schlittelbahn genutzt. Seit der Zulassung des motorisierten Individualverkehrs 1927 organisieren Automobil- und Motorradclubs aus ganz Europa regelmässig Stern- und Ausflugsfahrten ins hinterste Schanfigg. Jeweils im Spätsommer findet seit rund 30 Jahren das Rad-Bergrennen Chur-Arosa statt.
Die Tour de Suisse nutzte die Strecke schon elfmal als Schlussaufstieg einer Tagesetappe (1946, 1948, 1952, 1959, 1970, 1989, 1993, 1999, 2000, 2005 und 2012). 1987 war die Tour de Sol auf der Schanfiggerstrasse zu Gast. Im Jahr 2005 wurde zum ersten Mal das Internationale Bergrennen Arosa ClassicCar zwischen Langwies und Arosa durchgeführt. Auch Teile der Poststrasse in Arosa wurden und werden regelmässig für diverse Events wie Schlittel- und Seifenkistenrennen, das Arosa Winterfest, den Aroser Triathlon oder die Arosa Sportstafette in Anspruch genommen.

## Galerie

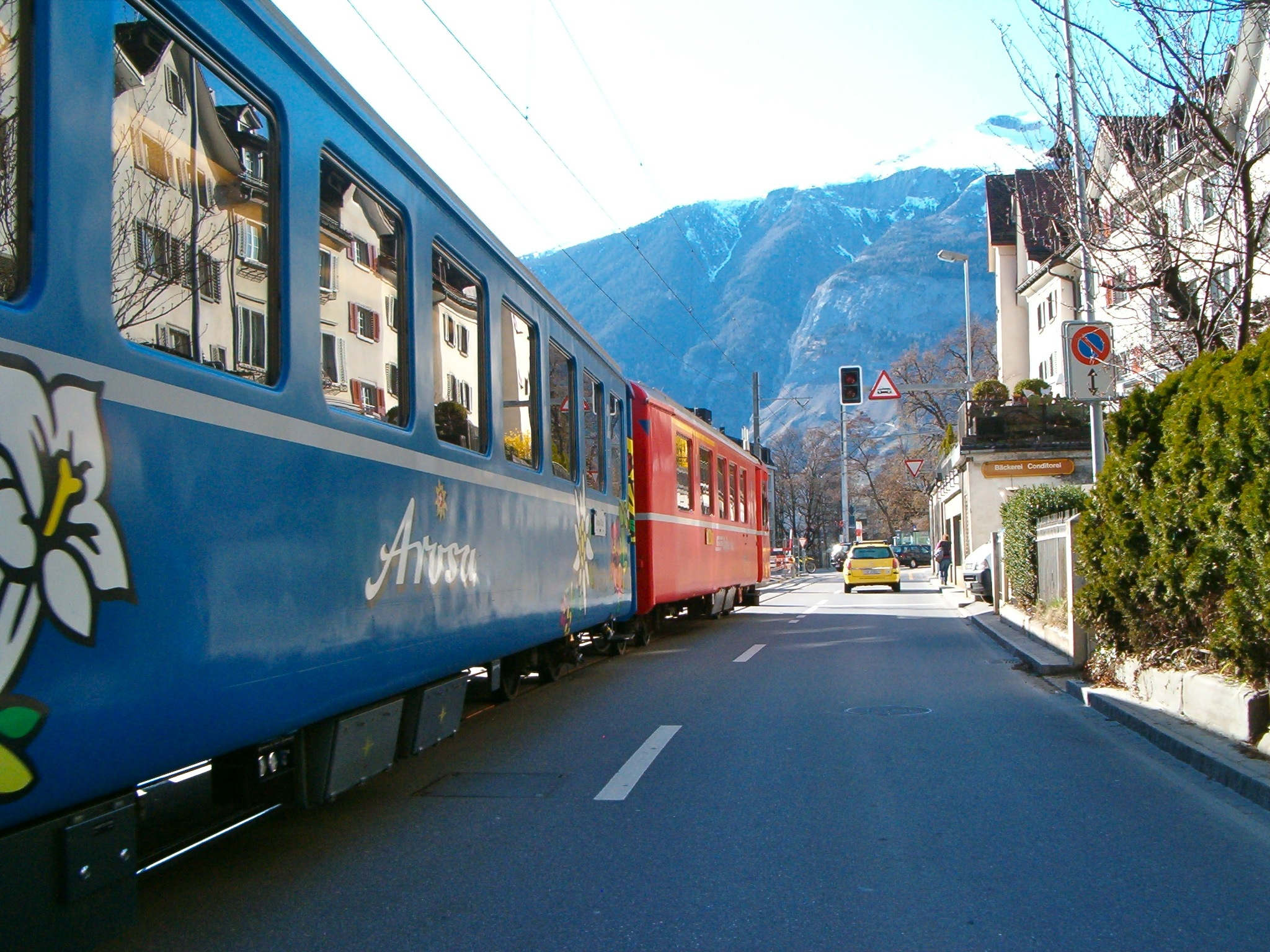
Plessurquai Chur mit Arosabahn
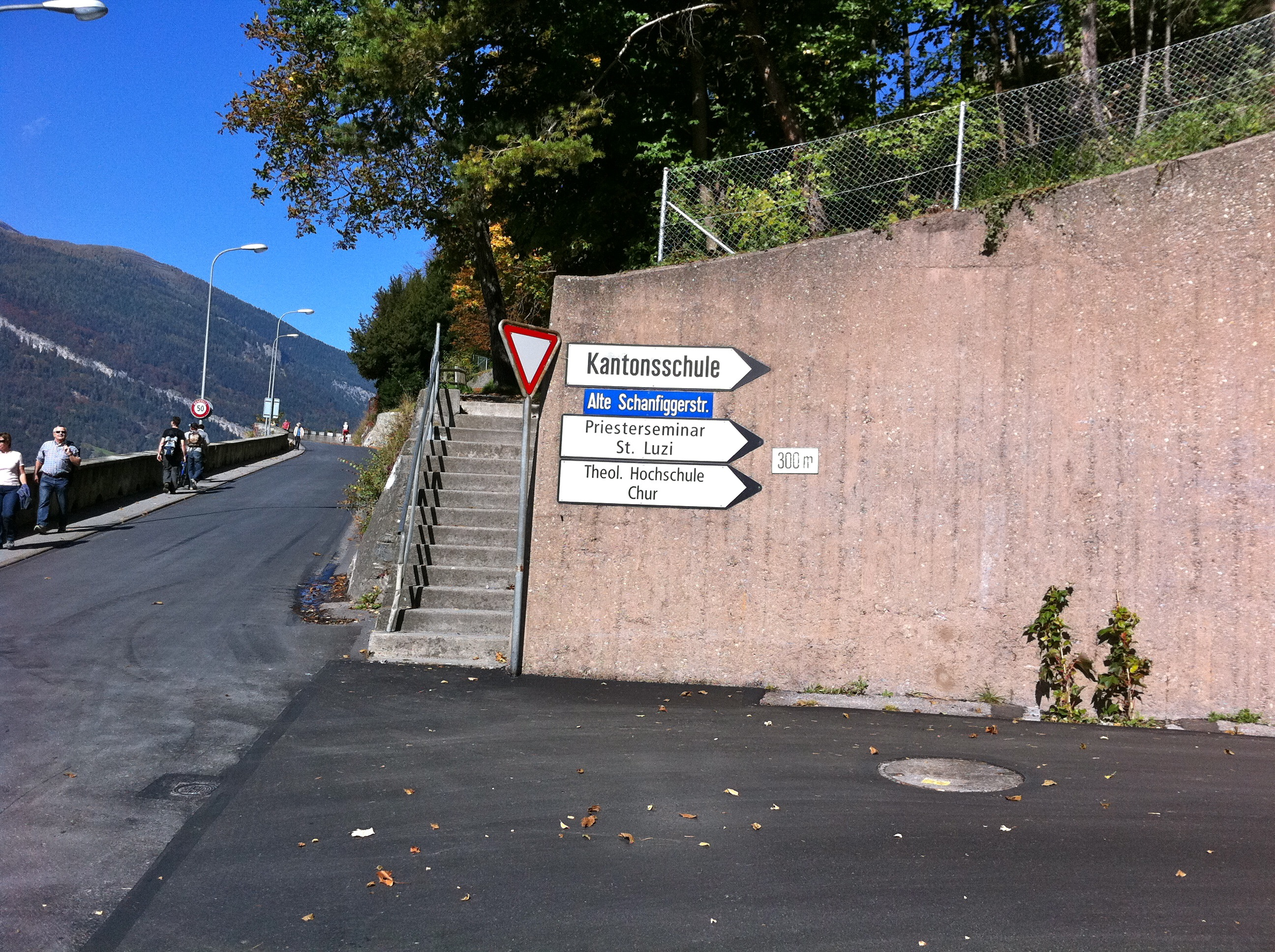
Arosastrasse in Chur mit Alter Schanfiggerstrasse
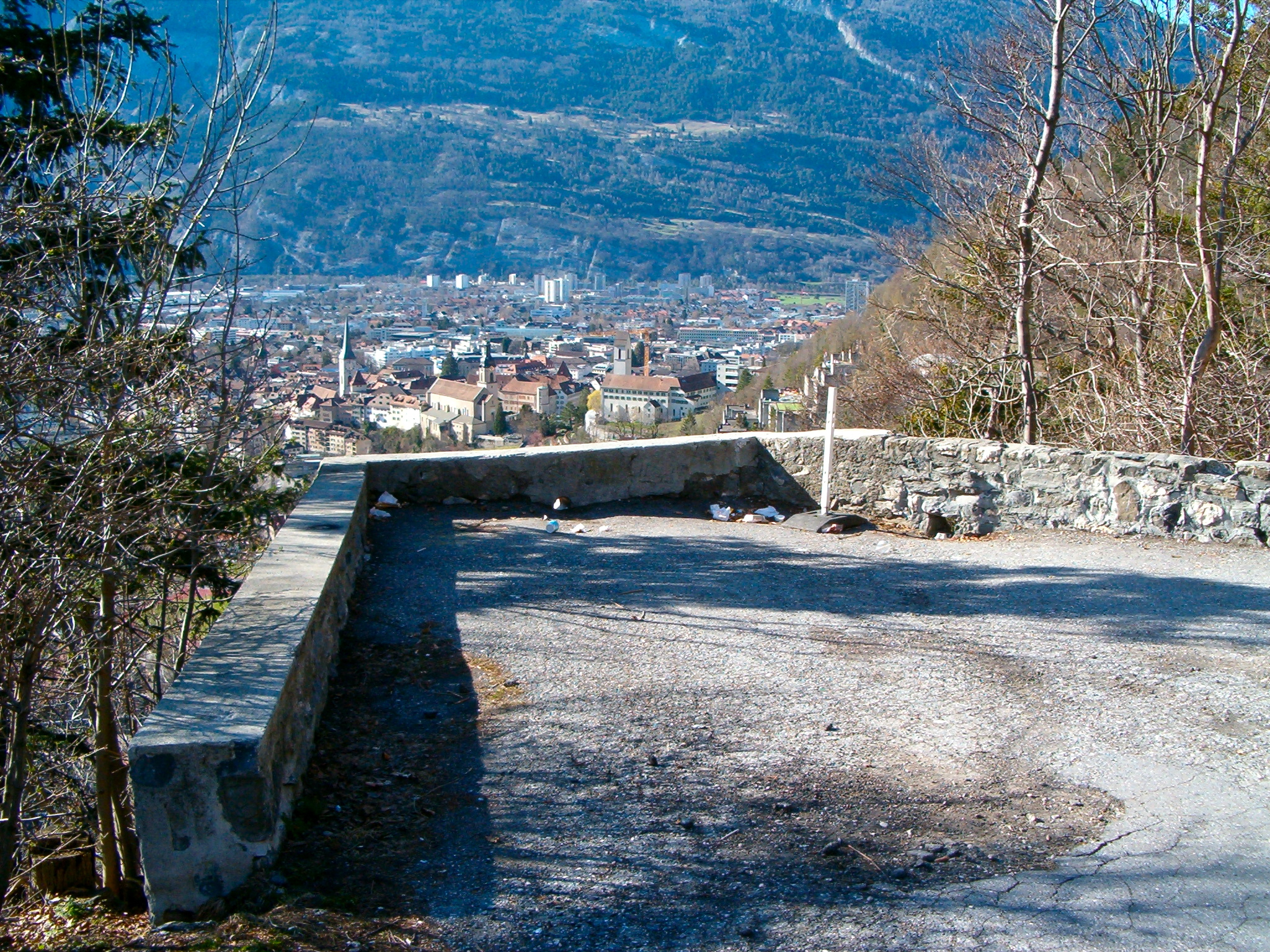
Aussichtspunkt Kanzel zwischen Chur und Maladers
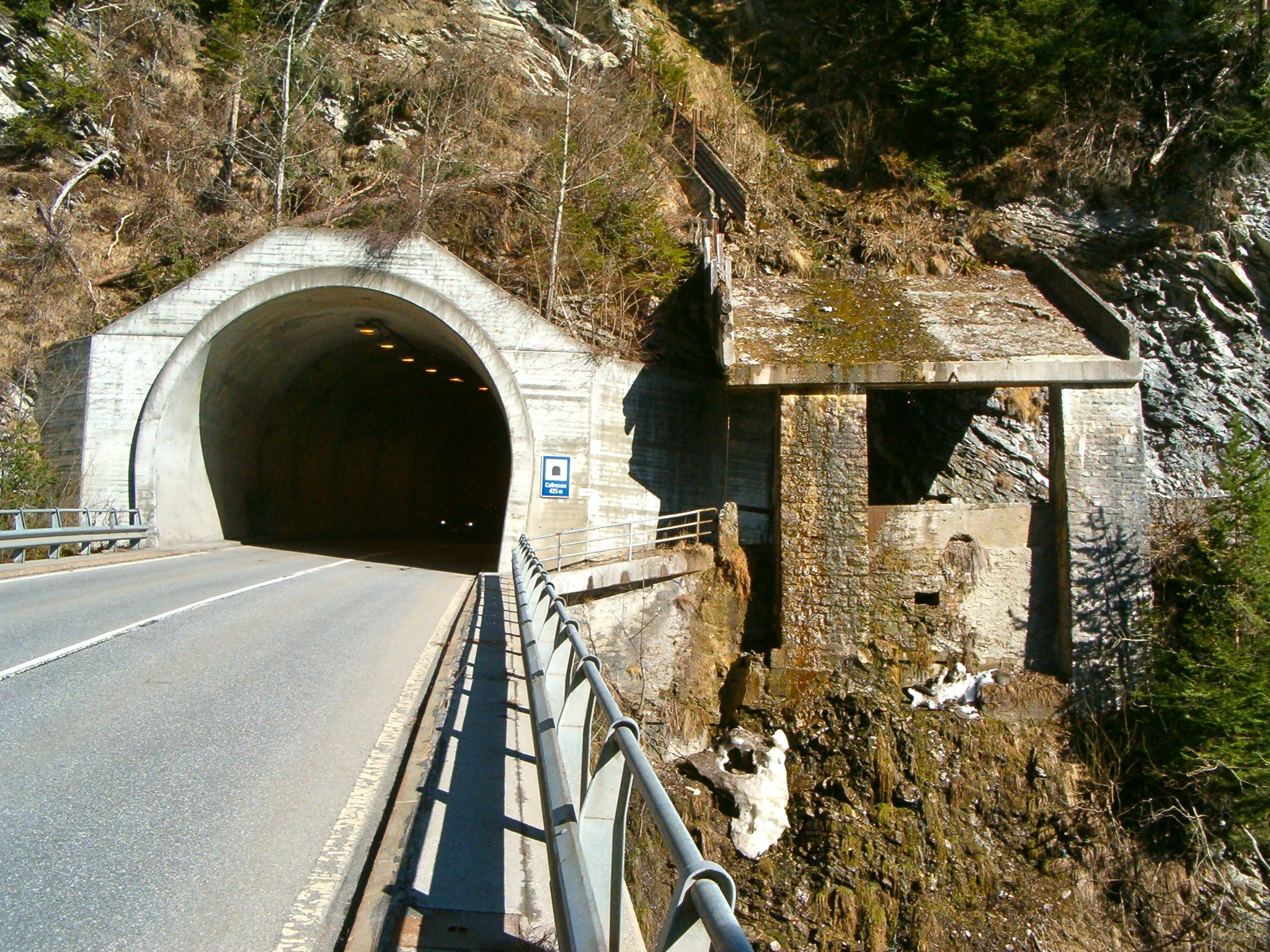
Calfreisertobel-Tunnel und -Brücke
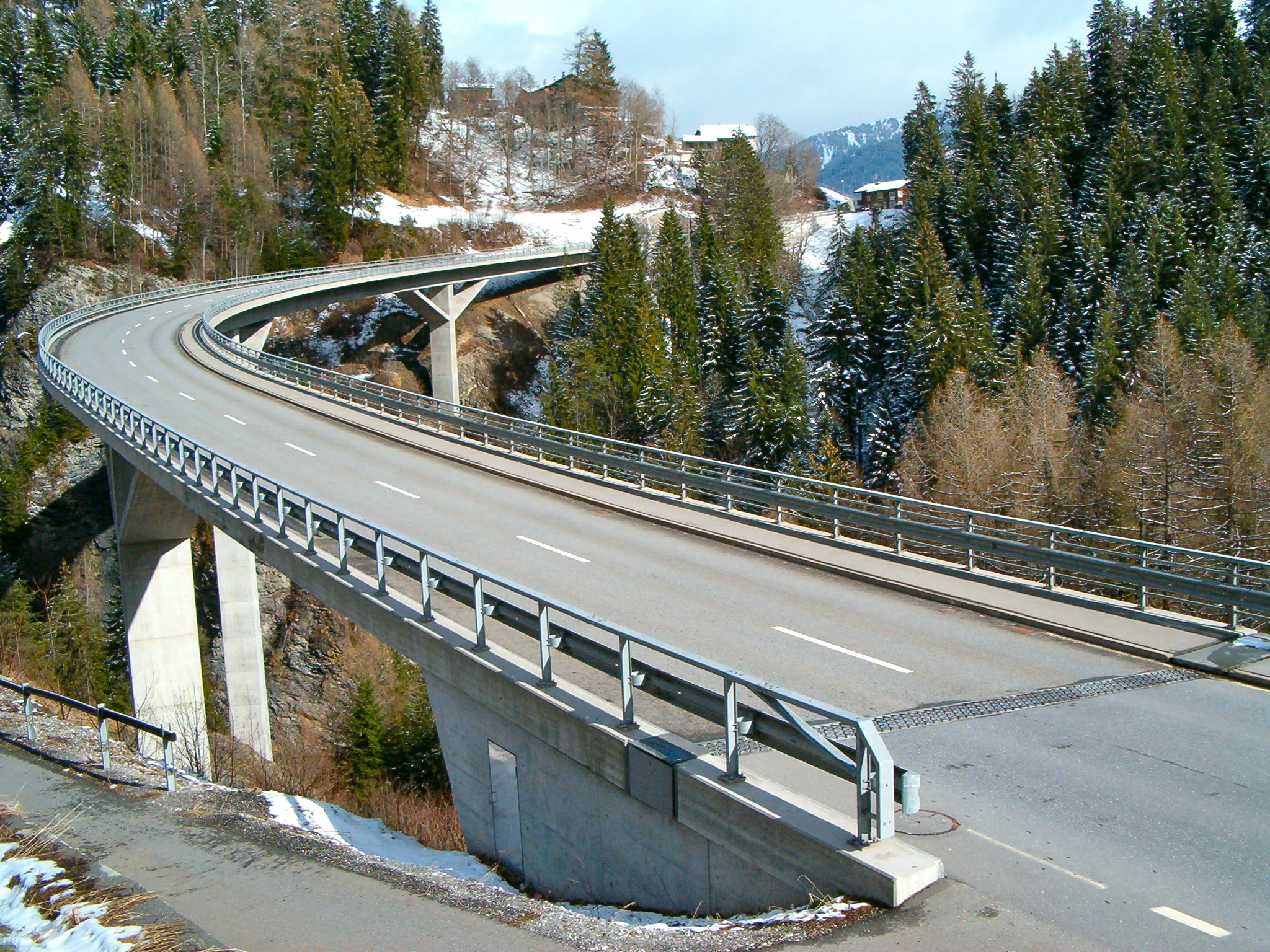
Castielertobel-Brücke
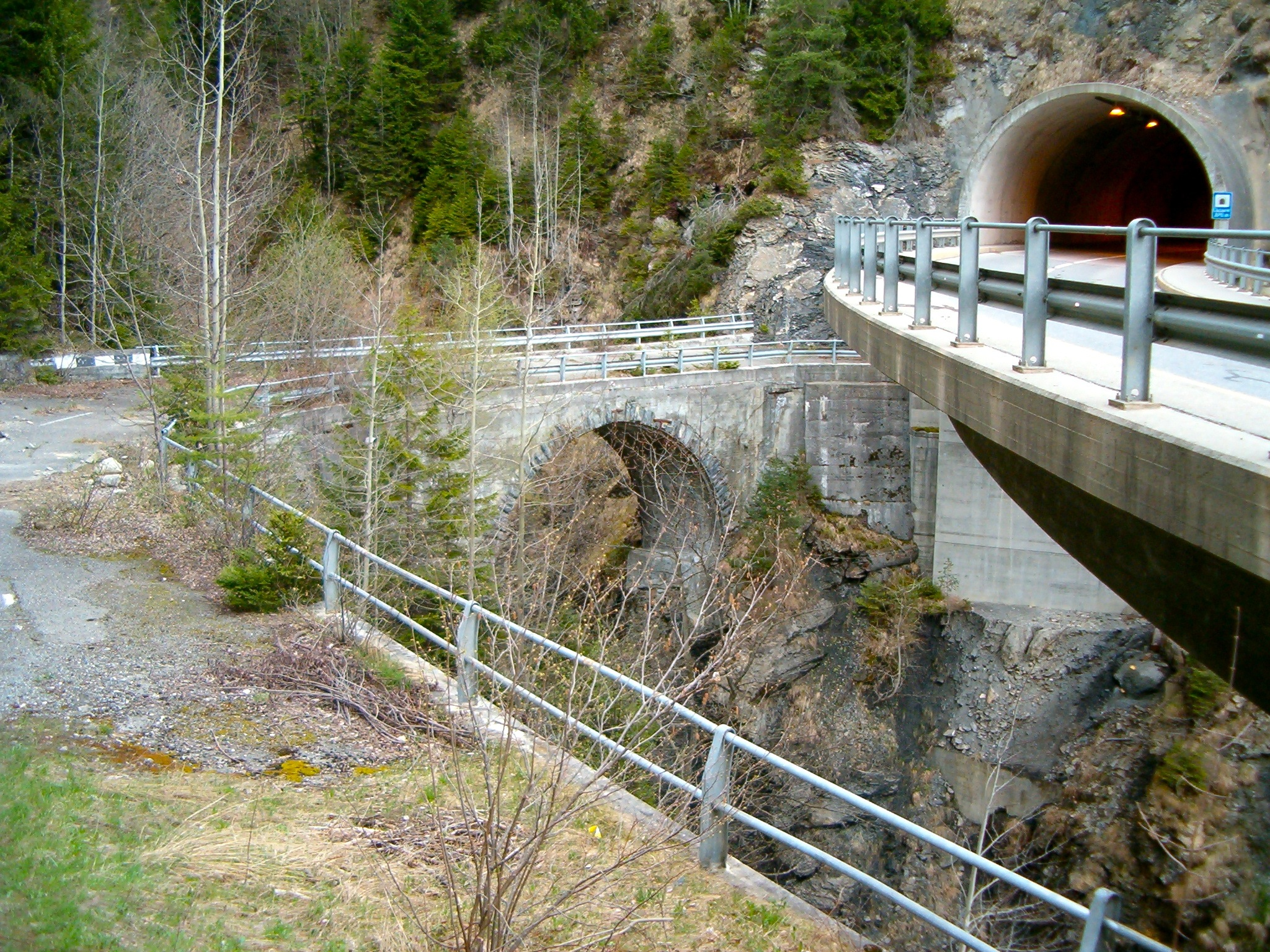
Clasaurertobel-Tunnel mit alter und neuer Brücke
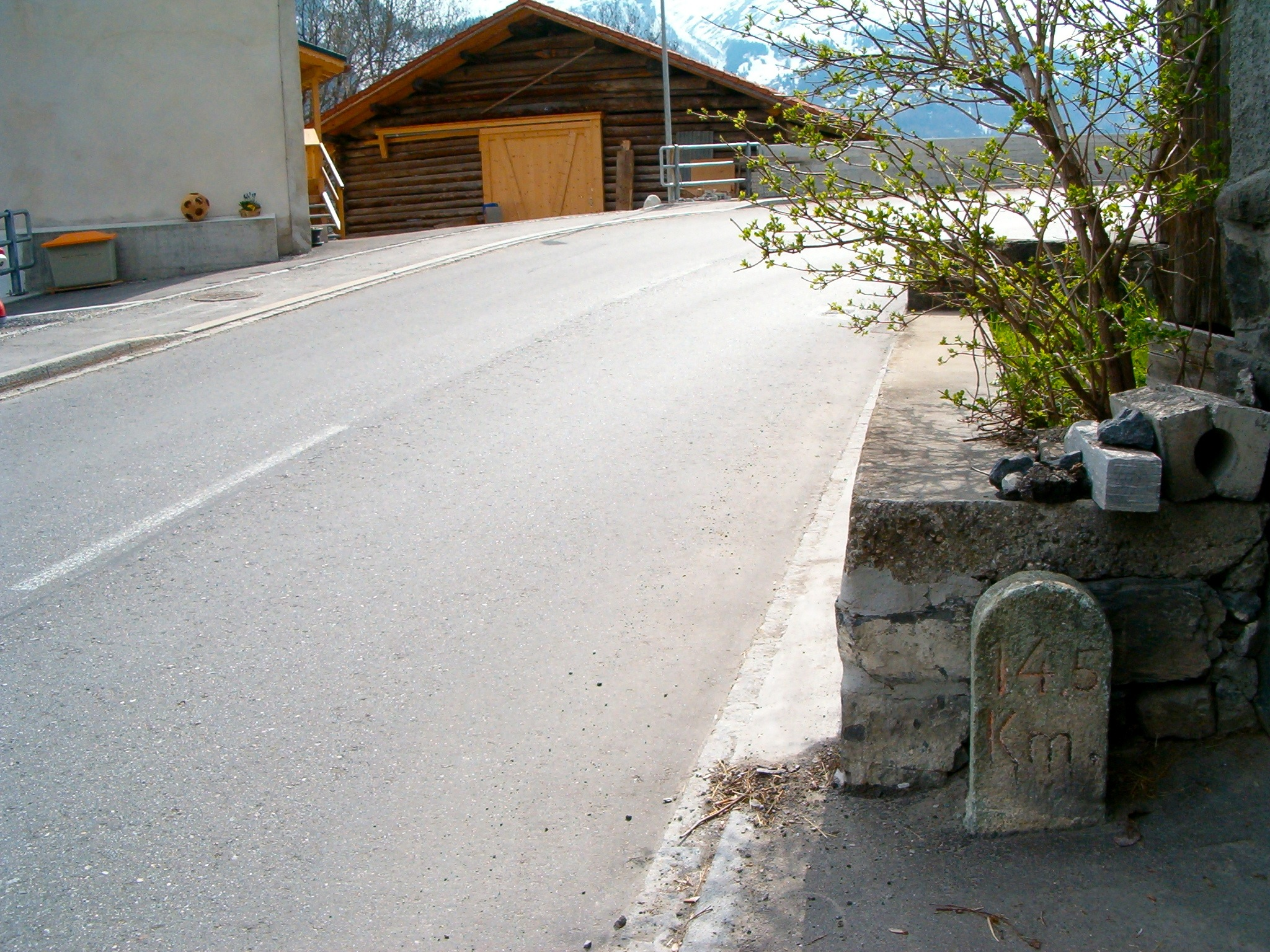
Ungefähre Streckenhälfte bei St. Peter
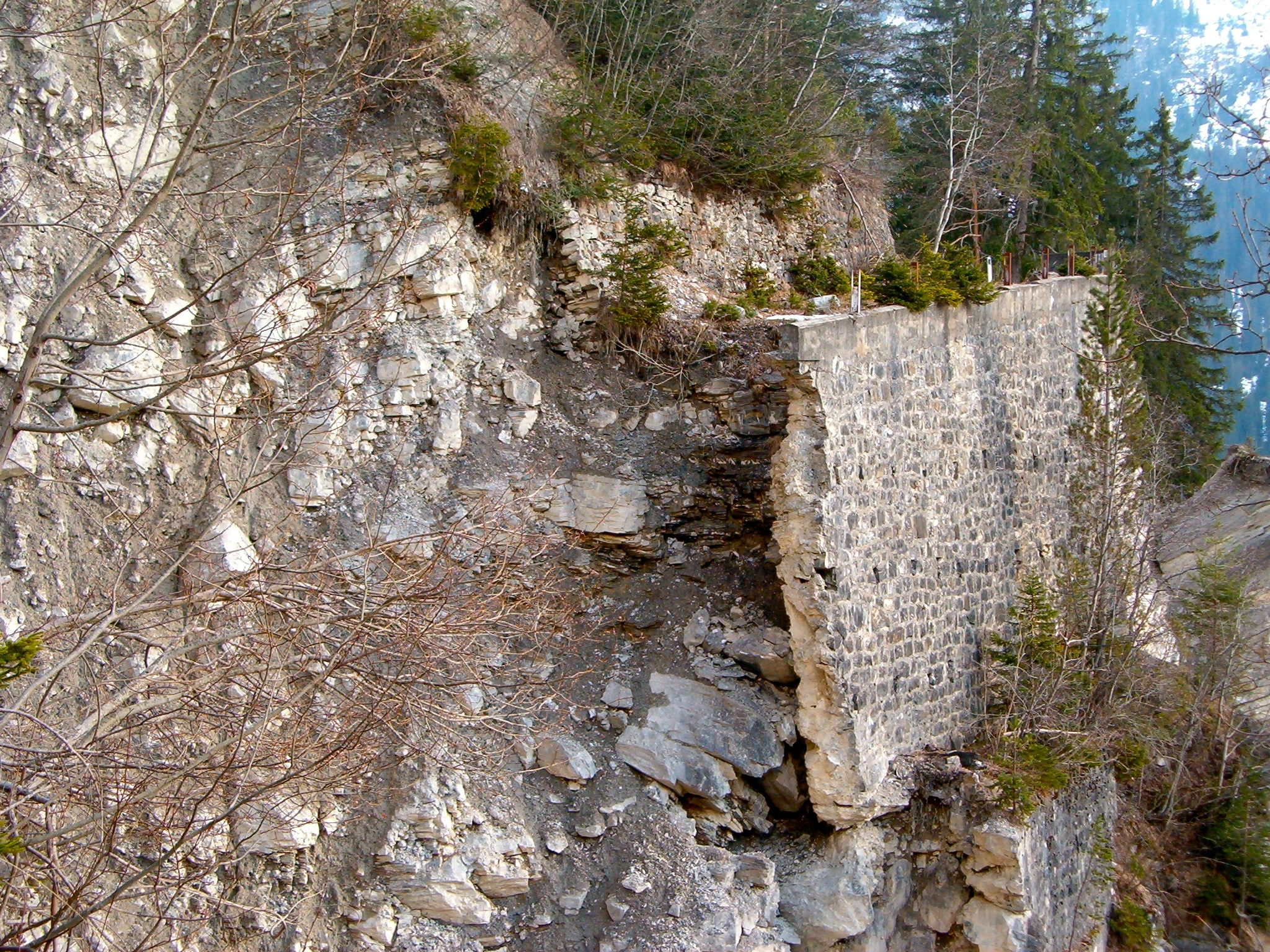
Zerstörter Strassenbereich im Frauentobel zwischen Peist und Langwies
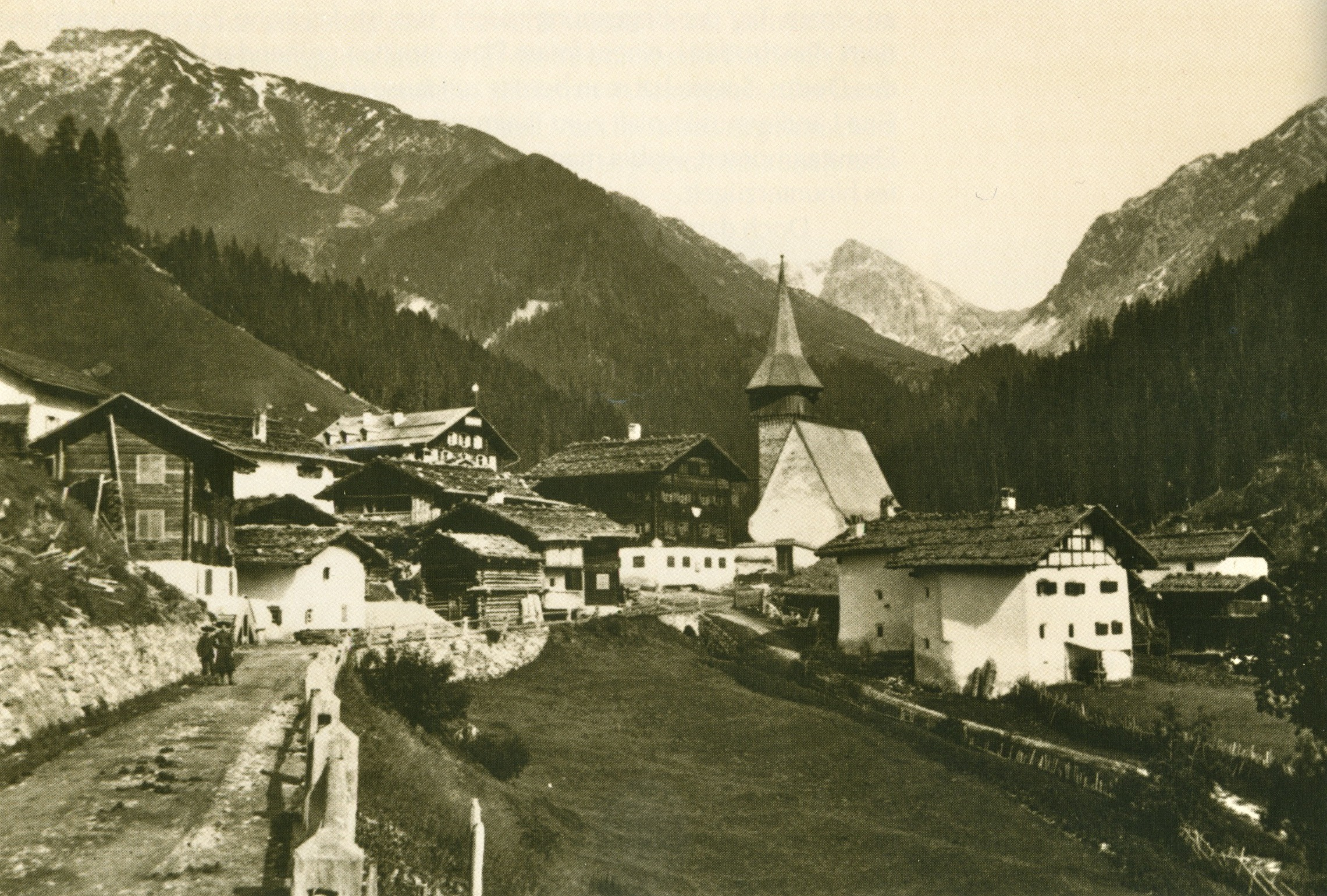
Die Strasse um 1890 bei Langwies Platz. Oben rechts der Strelapass
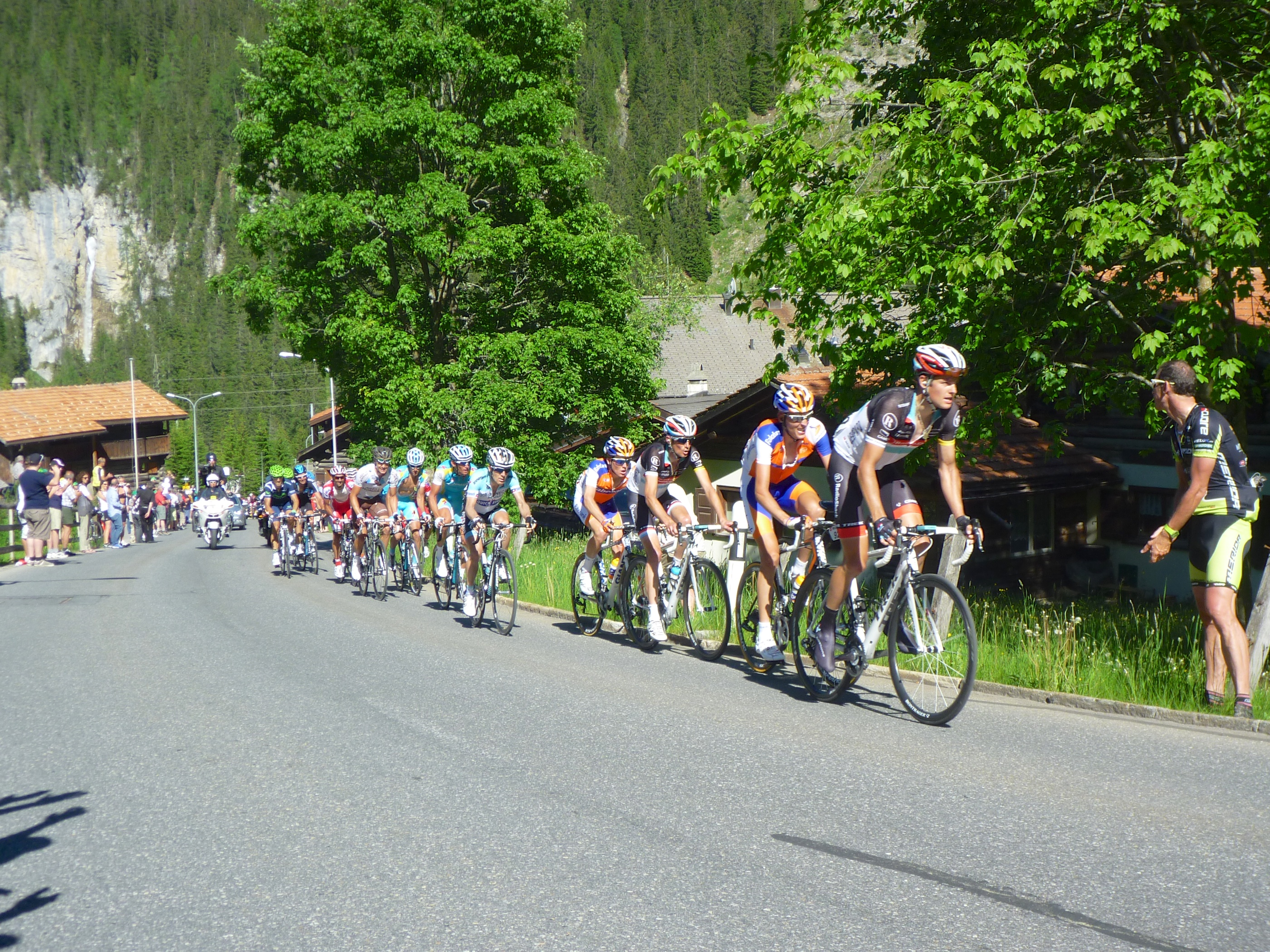
Die Tour de Suisse im Schlussanstieg bei Litzirüti
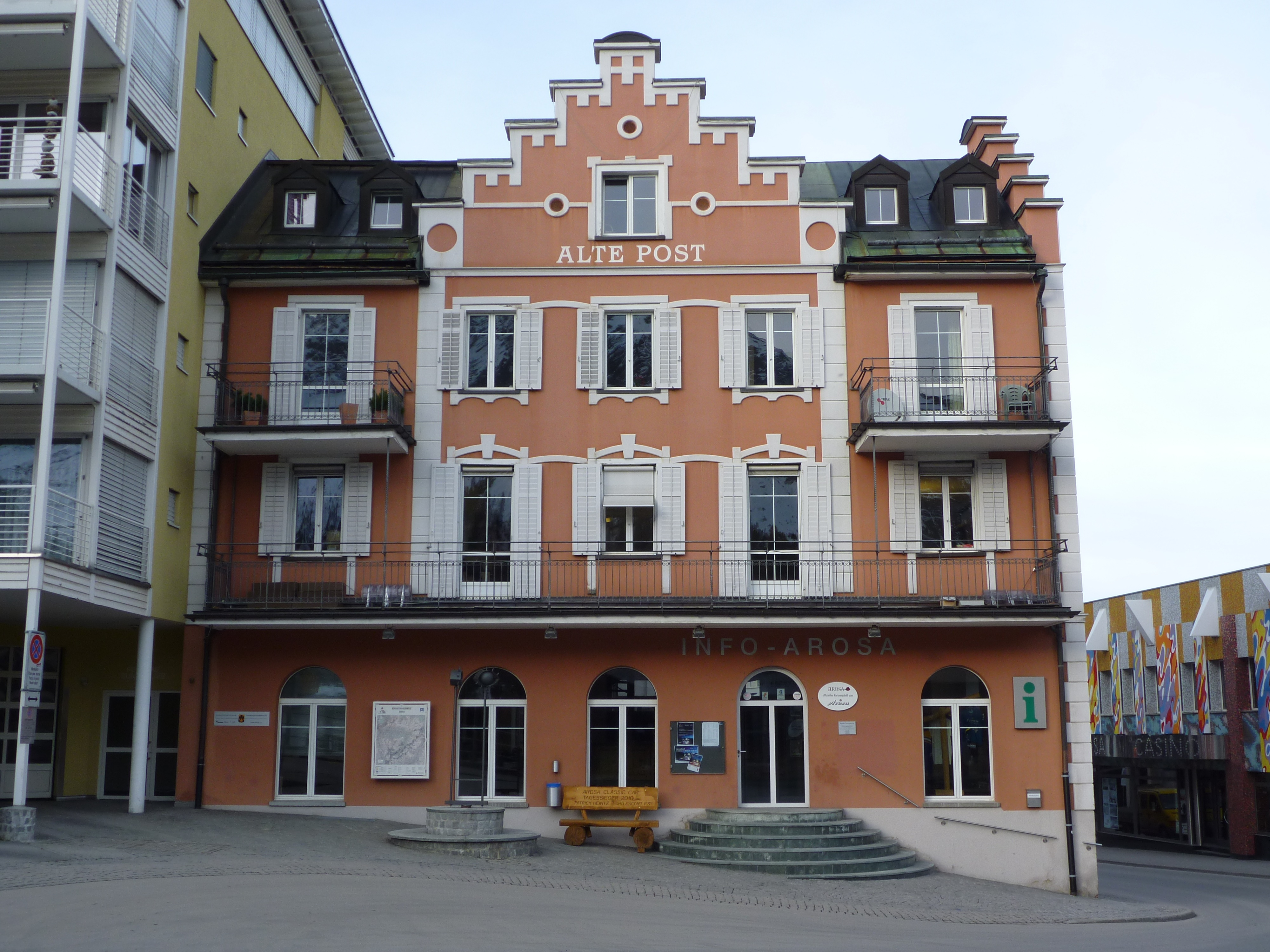
Die Alte Post in Arosa, Endstation der Pferdepost
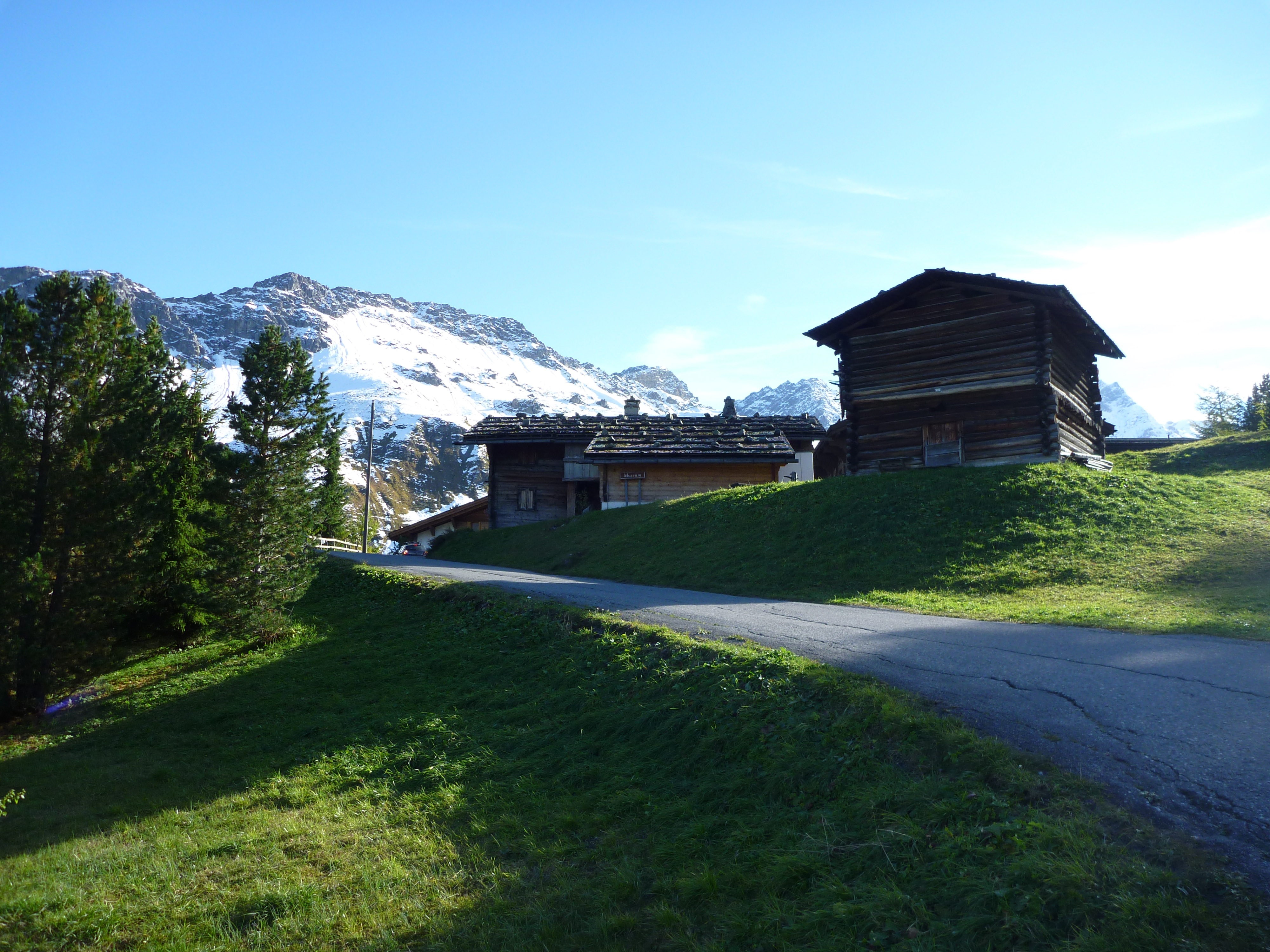
Die Egga, Endpunkt der Schanfiggerstrasse